# یوسیپ کوژه
یوسیپ کوژه (کرواتی: Josip Kuže; ۱۳ نوامبر ۱۹۵۲ – ۱۶ ژوئن ۲۰۱۳) بازیکن و مربی فوتبال اهل کرواسی بود.
از باشگاه‌هایی که در آن بازی کرده‌است می‌توان به باشگاه فوتبال دینامو زاگرب اشاره کرد.